# Luciferkolibrie
De luciferkolibrie (Calothorax lucifer) is een vogel uit de familie Trochilidae (kolibries).

## Verspreiding en leefgebied
Deze soort komt voor van de zuidwestelijke Verenigde Staten tot centraal Mexico.

## Status
De grootte van de populatie is in 2019 geschat op 200 duizend volwassen vogels. Op de Rode lijst van de IUCN heeft deze soort de status niet bedreigd.  